# Yin Mingshan
Yin Mingshan (Xunquim, China, 1938) é um empresário chinês.
Durante a Revolução Cultural Chinesa, Yin gastou 20 anos nos campos de lavoura como punição de suas tendências capitalistas. Depois de cumprí-la, ele juntou-se a uma editora.
Ele é presidente da Lifan Industrial Corporation, vice-presidente da associação civil Chinesa e Câmara do Comércio, presidente da manufactura de motocicletas Chinesa.
Após a chegada da reforma económica chinesa que abrira as primeiras oficinas a nível de província do Comitê Central do Partido Comunista Chinês, ele fora o empresário privado líder da nação. Em 2001, ele foi posicionado na posição 96 das 100 pessoas mais ricas do mundo.

## Lifan Group
Em 1992, Yin Mingshan investiu duzentos mil Yuans para fundar uma oficina de moto no qual hoje tornara-se a Lifan Group.
Em 2007, realizou vendas de mais de  12000 milhões de yuans, com uma produção de mecanismos e vendas no volume de três milhões de dólares para Taiwan.
Com essas exportações, no valor de quase 410 milhões de dólares, a empresa alcançou as primeiras posições dentre várias outras empresas.

## Prémios e acções de caridades
Desde 1992, Yin doou um total de mais de seis milhões para a comunidade de Lifan. Yin Mingshan foi reiteradamente visitado e elogiado por festas e chefes de estados como Hu Jintao, Wu Bangguo, Wen Jiabao, Wu Yi, Li Peng e Zhu Rongji.
Desde 1994 até 2003, Yin foi premiado várias vezes com o título de "empresário excelente" por estabelecer as 10 zonas mais tecnologicamente desenvolvidas de Xunquim.
Outras premiações incluem:

### 1999
- "Estrela do reemprego"

### 2000
- O título honorário de "A Copa Bauhinia dos empresários" do ano da Universidade Politécnica de Hong Kong e da Associação Nacional da Indústria e Comércio;
- Prémio da Câmara Geral Chinesa do Comércio

### 2001
- "Renovação do Prémio Ganho de Contribuição Gloriosa de Xunquim"
- A Frente do Comité Central Unido do Partido Comunista Chinês e A Associação Chinesa para promoção do programa Guagcai premiou Yin com uma medalha de Causa honorária.

### 2002
- Abril: Pela "Contribuições excelentes e de gestão de qualidade", Yin venceu o "Prémio de 2002 de Contribuição excelente de gestão de qualidade nacional"
- Dezembro: A Associação nacional de indústria e comércio, A federação chinesa de união de comércio   juntamente presentearam-o com o título de "O melhor cuidado para empregos de empresários privados"  e por isso o Comité Unido Central do Departamento dos Cinco ministérios presenteou-o com o título de "Excelente compilador da causa socialista com características chinesas"

### 2005
- Yin Mingshan foi premiado pelo "Prémio de Caridade Chinesa", Pelo ministério da questão civil e pela Federação Chinesa de Caridade, a tornar-se o único vencedor dentre os empresários de Xunquim.

### 2007
- A 28 de dezembro de 2007, Yin Mingshan tornou-se presidente das "10 personalidades gloriosas da China"